# Two Little Wooden Shoes
Two Little Wooden Shoes er en britisk stumfilm fra 1920 af Sidney Morgan.

## Medvirkende
- Joan Morgan som Dedee
- Langhorn Burton som Victor Flamen
- J. Denton-Thompson som Jeannot
- Constance Backner som Liza
- Faith Bevan
- Ronald Power
- Maud Cressall som Mme. Vallier